# San Giovanni (Sassari)
San Giovanni (Santu Giuanni in sassarese) è una frazione del comune di Sassari situata ai limiti del territorio della Nurra, nella Sardegna nord occidentale, ad un'altitudine di 105 m s.l.m.
Nel 1991 contava 2 538 abitanti ed è situata in prossimità del km 222 della strada statale 131 Carlo Felice nel tratto tra Sassari e Porto Torres da cui dista, rispettivamente, 7 e 13 km.